# アメリカン・スナイパー
『アメリカン・スナイパー』（原題: American Sniper）は、2014年のアメリカ合衆国の戦争映画。アメリカ海軍特殊部隊Navy SEALsの狙撃手・クリス・カイルの人生を描いた。クリス・カイルの自伝『ネイビー・シールズ最強の狙撃手』を原作に、ジェイソン・ホール脚本、クリント・イーストウッド監督によって制作された。
2015年1月までに北米興行成績で2億1700万ドルを記録し、『プライベート・ライアン』の2億1650万ドルを超えてアメリカで公開された戦争映画史上最高の興行収入額となった。2015年2月には3億ドルを突破した。

## ストーリー
クリス・カイルはテキサス州に生まれ、厳格な父親から狩猟の技術を仕込まれながら育った。やがて時は経ち、ロデオに明け暮れていたカイルは、アメリカ大使館爆破事件をきっかけに海軍へ志願する。30歳という年齢ながら厳しい訓練を突破して特殊部隊シールズに配属され、私生活でも恋人タヤと共に幸せな生活を送るカイルであったが、間もなくアメリカ同時多発テロ事件を契機に戦争が始まり、カイルもタヤとの結婚式の場で戦地への派遣命令が下るのだった。
イラク戦争で狙撃兵として類まれな才能を開花させたカイルは、多くの戦果から軍内で「伝説（レジェンド）」と称賛されると共に、敵からは「悪魔」と呼ばれ懸賞金をかけられていた。テロ組織を率いるザルカーウィーを捜索する作戦へと参加したカイルは1000m級の狙撃を得意とする元オリンピック射撃選手の敵スナイパー「ムスタファ」と遭遇し、以後何度も死闘を繰り広げる。繰り返される凄惨な戦いのなかで親友のビグルスは戦傷により視力を失い、戦争に疑問を感じ始めたマーク・リーは戦死し、強い兄にあこがれて海兵隊に入隊した弟はイラク派兵で心に深い傷を負って除隊した。同僚や弟が戦場で傷付き、倒れゆく様を目の当たりにし、徐々にカイルの心はPTSDに蝕ばまれていった。戦地から帰国するたびに変わっていく夫の姿に苦しみ、人間らしさを取り戻してほしいと嘆願するタヤの願いもむなしく、戦地から帰国するたびにカイルと家族との溝は広がっていく。
4度目の派遣でサドルシティに赴いたカイルたちは敵の制圧地帯に展開し、ついに防護壁の工兵を射殺したムスタファの姿を捉える。ビグルスへの思いを込めて放った1発の銃弾はムスタファを貫いて敵陣の包囲網を辛くも突破し、宿命の長い戦いはついに幕を閉じる。
除隊して帰国したカイルは、戦地の記憶に苛まれて一般社会に馴染めない日々を送り、戦地でもっと仲間を助けたかったという気持ちを医師に吐露するが、医師は「ここにも助けを必用とする者達がいる」と傷痍軍人たちを紹介する。やがて彼らとの交流を続けて少しずつ人間の心を取り戻し、家族との絆も復活させるカイルだが、ある日に退役軍人社会復帰プログラムの一環として赴いた射撃訓練先で、自分が支援していた退役軍人によって射殺されるのだった。
スタッフロールでは、実際のクリス・カイルの葬列および追悼式の様子と、それを見守るために軍人、元軍人、さらには多数の一般市民までもが集まっている映像が映し出される。

## キャスト
※括弧内は日本語吹替
- クリス・カイル - ブラッドリー・クーパー[5]（桐本琢也[6]）
- タヤ・カイル（英語版） - シエナ・ミラー[7]（渋谷はるか）
- コルトン・カイル - マックス・チャールズ[8]（宮澤はるな）
- マーク・リー（英語版） - ルーク・グライムス（中川慶一）
- ゴート＝ウィンストン - カイル・ガルナー[9]（須藤翔）
- マーテンス提督 - サム・ジェーガー[10]
- ライアン・“ビグルス”・ジョブ（英語版） - ジェイク・マクドーマン[11]（阪口周平）
- “D” / ダンドリッジ - コリー・ハードリクト（英語版）[12]（矢野正明）
- アル＝オボーディ師 - ナヴィド・ネガーバン[13]
- スニードDIA捜査官 - エリック・クローズ[13]
- スクワール - エリック・ラディーン（英語版）[13]
- トニー - レイ・ガイエゴス[13]
- ドーバー - ケヴィン・ラーチ[14]（志村知幸）
- ギレスピー海軍大佐 - ブライアン・ハリセイ
- ウェイン・カイル - ベン・リード
- デビー・カイル - エリース・ロバートソン
- ジェフ・カイル - キーア・オドネル（英語版）  (小田柿悠太)
- サラ - マーネット・パターソン（英語版）
- ロール教官 - レオナルド・ロバーツ（英語版） (宇垣秀成)
- ムスタファ - サミー・シーク（英語版）
- 虐殺者 - ミド・ハマダ（英語版）
- その他の日本語吹き替え‐黒澤剛史、板取政明、田村真、魚建、遠藤大智、長尾明希、大津愛理、宮澤はるな、志摩淳、中博史、中村かおり、遠藤純一、祐仙勇、今村一誌洋、白川周作

## 製作

### プリ・プロダクション
映画プロデューサーのピーター・モーガン、アンドリュー・ラザール、そして当時俳優としての活動が主だった脚本家のジェソン・ホールは、退役軍人のクリス・カイルに興味を持ち、ホールはカイルへの取材を重ねた。カイルは2012年1月2日、自伝『American Sniper: The Autobiography of the Most Lethal Sniper in U.S. Military History』を出版。同年5月24日、ワーナー・ブラザースはクリス・カイルをブラッドリー・クーパー主演・製作のもとで映画化する権利を獲得したと発表した。同年9月、デヴィッド・O・ラッセルが本作のメガホンをとりたいと述べた。
2013年2月2日、カイルは相談を受けた元兵士に射殺される。同年5月2日には、スティーヴン・スピルバーグが本作を監督することになったという報道が出た。しかし、2013年8月5日に、スピルバーグは本作の製作から抜け、同年8月21日にクリント・イーストウッドが監督を務めることが発表された。
2014年3月14日に、シエナ・ミラーが本作に出演することが決まった。同年6月3日には、カイルの息子であるコルトン・カイルをマックス・チャールズが演じることになったと報じられた。
主演のブラッドリー・クーパーは役作りのために84キロだった身体を過酷なトレーニングと約18キロもの体重の増量をして鍛え上げた。数ヶ月間、朝5時に起床して約4時間のトレーニングを行い、1日5食に加え、エネルギー補給のためにパワーバーやサプリメント飲料などを取り入れたという。

### 撮影
主要撮影は2014年3月31日にカリフォルニア州ロサンゼルスで始まった。また、一部のシーンはモロッコで撮影された。4月23日にロサンゼルス・タイムズはロサンゼルス市サンタクラリタのブルー・クラウド撮影所でアフガニスタンのある村でのシーンが10日間にわたって行われたと報じた。5月7日には、カリフォルニア州エル・セントロの周辺で撮影が行われた。同月14日には、カリフォルニア州カルバーシティで数シーンの撮影が行われた後、16日にロサンゼルスに戻って撮影が続けられた。

### 原作との違い
ムスタファという射撃競技のオリンピック選手であったスナイパーは実在するが、クリス・カイルは自著『ネイビー・シールズ最強の狙撃手』の中で「私は彼と出くわしたことはなかったが、後日、私たちのスナイパーがムスタファだと思われるイラク人スナイパーを狙撃した」と述べるにとどまっており、クリス・カイルと交戦した事実はない。映画で何度となく遭遇し、最後は1,920メートルの距離から狙撃で射殺するのはフィクションである。1,920メートルの狙撃に成功したという記述は原作にもあるが、標的はRPG-7を持った反政府武装勢力の男である。
映画ではBUD/S（基礎水中爆破訓練）時にクリス・カイルが自分の年齢を30歳と答えているシーンがあるが、クリス・カイルは1974年生まれで同時多発テロ前にSEALSに入隊しているため、実際にはBUD/S時は20代である。

## 公開
2014年11月11日、AFI映画祭において初めて上映された。

### 興行収入
2014年12月25日、本作は北米4館で限定公開され、63万3000ドルを稼ぎ出し、週末興行収入ランキング初登場22位となった。翌週も4館で公開が続けられ、67万6909ドルを稼ぎ出した。3週間にわたる限定公開で、本作は330万ドルを稼ぎ出した。
2015年1月16日の北米市場における拡大公開を前に、専門家は本作が驚異的な興行収入を稼ぎ出すことを予想していた。その理由としては以下の点があげられている。
- 本作が第87回アカデミー賞で作品賞、主演男優賞を含む6部門にノミネートされたこと。
- 本作が、2013年に公開されてヒットした映画『ローン・サバイバー』と同じような戦争ドラマであること。
- 過激派組織ISILの台頭で、中東に関する関心が高まっていること。
- 批評家、観客の双方から高い評価を得ていること。

そして、1月15日木曜日のナイトショーにおいて、本作はR指定を受けた作品としては過去最高となる530万ドルを稼ぎ出した。翌16日には全米3555館での上映が始まり、木曜公開分と合わせて3050万ドルを稼ぎ出した。最終的に公開初週末に9020万ドルを稼ぎ出し、週末興行収入ランキング初登場1位となった。なお、この数字は1月に公開された映画のなかでも、最高の初動成績である（今までの最高は2014年公開の『ライド・アロング〜相棒見習い〜』、4150万ドル）。また、クリント・イーストウッド監督作品としても最高の初動成績であり（今までの最高は2008年に公開された『グラン・トリノ』、2948万ドル）、R指定の映画の初動成績としても2003年に公開された『マトリックス リローデッド』の9177万ドルに次ぐ第2位の成績である。
拡大公開2週目には公開規模が全米3705館にまで拡大された。R指定の映画の公開規模としては過去最大の規模となった。そして、前週比28%減の6440万ドルを稼ぎ出し週末興行収入ランキング1位を維持した。
拡大公開3週目には公開規模が全米3885館にまで公開され、3180万ドルを稼ぎ出し週末興行収入ランキング3週連続1位となった。この数字はスーパーボウル開催週の週末興行収入としては2008年公開の『ハンナ・モンタナ ザ・コンサート 3D』が記録した3111万ドルを超えて、過去最高のものである。全米興行収入は約2億4900万ドル（約300億円）を記録し、それまで戦争映画として全米歴代興収1位を保持していた『プライベート・ライアン』の2億1600万ドル（約259億円）を超え、戦争映画史上最大のヒット作となった。

### アメリカ国外での興行
2014年12月31日、本作はイタリアで公開され、公開初週末に710万ドルを稼ぎ出した。この数字はイタリアで公開されたクリント・イーストウッド監督の映画のなかでは、最高の初動成績である。
2015年1月16日、本作はイギリス、韓国、ニュージーランドなど7か国で公開され930万ドルを稼ぎ出した。
2015年2月21日、本作は日本で公開され、2月21日 - 22日の週末興行成績が第1位（公開スクリーン数・333、動員数・24万9321人、興業収入・3億3239万6600円）を記録。翌週末の2月28日 - 3月1日でも週末興行成績の第1位（動員数・24万2428人、興業収入・2億9202万2600円）を記録し、公開9日間で興業収入10億円を突破した。

## 評価
本作は批評家から高い評価を得ている。映画批評集積サイトのRotten Tomatoesには216件のレビューがあり、批評家支持率は73%、平均点は10点満点で6.9点となっている。サイト側による批評家の意見の要約は「クリント・イーストウッドの確かな監督手腕と観客の心を打つブラッドリー・クーパーの演技によって、『アメリカン・スナイパー』は現実に起きた出来事を鮮やかに描き出し、緊迫感を出すことができた」となっている。また、Metacriticには45件のレビューがあり、加重平均値は72/100となっている。なお、本作のCinemaScoreはA+となっている。

## 論争・騒動
本作は大ヒット作となり、アメリカではさまざまな著名人が鑑賞して感想を述べている。しかし作品の内容を巡って保守派とリベラル派の間では大きな論争が巻き起こっている。
極右ニュースサイトのブライトバート・ニュース・ネットワークは本作を「愛国的で、戦争を支持する傑作」と好意的に評価している。
女優のジェーン・フォンダは本作のクリス・カイルの描写を高く評価し、「『アメリカン・スナイパー』には『帰郷』とは違った戦争の見方がある。クーパーの演技は鮮やかだ。ブラヴォー、クリント・イーストウッド」とツイートした。
映画監督のマイケル・ムーアは「スナイパーは背後から人を撃つ臆病者だと教わった。ヒーローではない」と発言し大きなニュースとなった。後にムーアは叔父が第2次世界大戦で日本軍の狙撃手に射殺されていることや、本作に反戦のメッセージがあるなど作品そのものについては評価していると発言をしている。
コメディアンのセス・ローゲンはTwitterで『イングロリアス・バスターズ』に出てきたナチスのプロパガンダ映画と本作を比較した発言を行いツイッターが炎上した。ローゲンは「『アメリカン・スナイパー』は好きだ。ただタランティーノの映画のシーンを思い出しただけだよ」と反論している。
上記の二人に対しては俳優のロブ・ロウ、政治家のニュート・ギングリッチらがTwitter上で厳しい批判を行った。また、ミシガン州のレストランの店主が二人を入店禁止にすると発表して話題となった。
『ガーディアン』はクリス・カイルの残忍な殺人者としての姿をまとめた記事を出し、カイルを英雄視する人々に疑問を投げかけている。
サラ・ペイリンはFacebookにおいて「私たちの軍隊、特に私たちの狙撃手たちに神の祝福を」と述べたうえで、「ハリウッドにいる左翼は光り輝くプラスチックのトロフィーは愛撫するのに、自由を守ってくれる戦士たちの墓には唾を吐くのだ。自分たちがクリス・カイルに及ばないということを左翼は自覚するべきだ」と主張し、ブラッドリー・クーパー、クリント・イーストウッド、米軍に感謝の意を示している。
批評家のマックス・ブルメンタルとラニア・カレックが本作の保守性の強さを批判したところ、ティー・パーティーの支持者をはじめとする保守層から脅迫などのハラスメントを受けた。
民主党所属のアメリカ合衆国副大統領ジョー・バイデンは本作を鑑賞し、ラストシーンでは涙を見せた。
アーノルド・シュワルツェネッガーは本作を高く評価し、クレジットで涙したとツイッターで発言している。
映画の舞台となったイラクのバグダードでも本作は公開された。映画は好評で、子供が自爆しようとするシーンでは「撃て！IEDを持ってるぞ、許可なんかいらない！」と叫ぶ声も聞かれた。また、RPG-7を拾い上げた子供を射殺するか迷うシーンでは「撃て！」の大合唱が起きたという。差別的だと思うかという問いかけに現地に住むモハメッドという人物は「そうは思わない。コーランのことはなにも知らないと言ったシーンだけは唯一不満だ」と答えた。
映画評論家の町山智浩は、本作を鑑賞してイーストウッド本人に取材した上で保守派とリベラル派の論争が起きていること自体を批判している。イーストウッド監督自身がアフガンやイラクにおける戦争を批判していることや、『父親たちの星条旗』で英雄とされた兵士たちがPTSDで苦しむ姿を描き、また『グラン・トリノ』では朝鮮戦争の体験から心を閉ざした老人を描いている例を挙げ、本作も戦争経験で壊れていく人間の姿を描いた作品であるとしている。
作家の村上春樹は自身のサイトで「とてもよくできた緊密な映画で感心しました。イラク戦争が舞台の話だけど、好戦的なのか反戦的なのか、どちらともまったく判断できない映画で、そういうところに監督としてのイーストウッドの、底の知れない不気味さを感じました。政治的な観点から、日本での評価はたぶんわかれると思いますが」と本作の感想を述べている。
イーストウッド監督本人は、「『アメリカン・スナイパー』は職業軍人や、海軍の将校、何らかの事情で戦地に赴いた人々を描いている。戦場では様々なことが起こるという見方以外に、政治的な価値観は反映されていない。」とコメントしている。なおイーストウッドは保守派だが、イラク戦争には一貫して反対の立場を取っている。

## 受賞歴
- ナショナル・ボード・オブ・レビュー賞 (2014年)[76]
  - 作品賞トップ10
  - 監督賞 - クリント・イーストウッド
- アメリカ映画協会（AFI）が選ぶ2014年のベスト映画トップ10[77]
- 第62回ゴールデン・リール賞・映画 音響効果部門[78]
- 第87回アカデミー賞・音響編集賞
- 第89回キネマ旬報ベスト・テン 外国映画ベスト・テン 第2位[79]

## その他
本作品には実際のシールズ隊員2名が出演している。その内の1名はリアリティー番組「ザ・マンハント」のホストで元隊員のジョエル・ランバートである。そして、実在するシールズ隊員で劇中に登場するマーク・リーとライアン・“ビグルス”・ジョブの2人はランバートが現役時代に直に鍛え上げた部下でもある。